# سرکش
سرکِش (نام دیگر: سرکِس) رامشگر، خواننده و آهنگ‌ساز نام‌دار دوران ساسانی و دربار خسرو پرویز است.
بی‌گمان نام او پس از باربد و نکیسا سرشناس‌ترین نام از موسیقی‌دانان ایرانی دوره ساسانی است.